# Marty Jemison
Marty Jemison (Salt Lake City, 18 mei 1965) is een voormalig wielrenner uit de Verenigde Staten. Hij was actief als beroepsrenner van 1994 tot 2002 en werd Amerikaans kampioen op de weg in 1999. Jemison reed ook tweemaal (1997 en 1998) de Ronde van Frankrijk uit.

## Erelijst
1993
- Amerikaans kampioen op de weg (amateurs)
- Eindklassement Tour de Beauce

1995
- Grand Junction

1996
- 1e etappe Cascade Cycling Classic
- Eindklassement Cascade Cycling Classic
- 3e etappe Fitchburg Longsjo Classic

1997
- Atlanta (b)
- First Union Grand Prix
- 96e Eindklassement Ronde van Frankrijk

1998
- 48e Eindklassement Ronde van Frankrijk

1999
- Amerikaans kampioen op de weg (elite)

## Resultaten in voornaamste wedstrijden
| Jaar | Ronde van Italië | Ronde van Frankrijk | Ronde van Spanje |
| ---- | ---------------- | ------------------- | ---------------- |
| 1997 |                  | 96e                 |                  |
| 1998 |                  | 48e                 |                  |
| 1999 |                  |                     |                  |
| 2000 |                  |                     |                  |

| Jaar | Milaan-San Remo | Ronde van Vlaanderen | Amstel Gold Race | Luik-Bast.‑Luik |
| ---- | --------------- | -------------------- | ---------------- | --------------- |
| 1997 | 80e             |                      |                  | 64e             |
| 1998 |                 |                      |                  | 45e             |
| 1999 | 60e             | 39e                  | 42e              | 18e             |
| 2000 |                 | 71e                  |                  | 77e             |